# パキスタン海兵隊

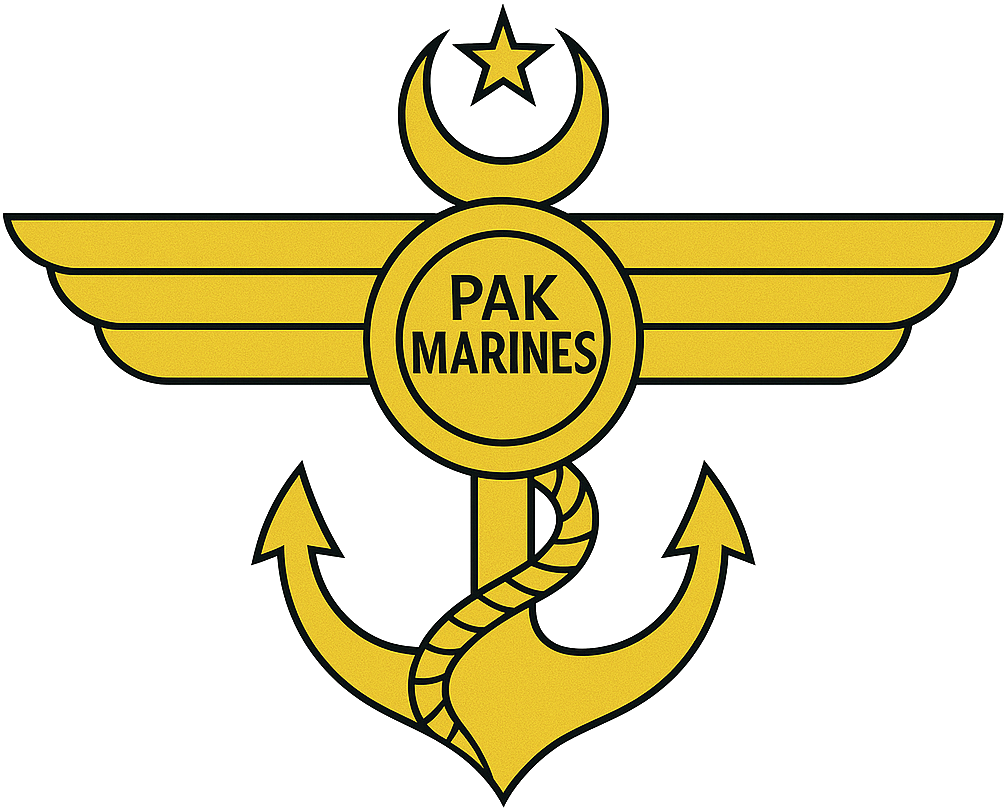
パキスタン海兵隊の石像

パキスタン海兵隊（ウルドゥー語：پاکستان ميرينز、英語：Pakistan Marines、または単にMarines、略称：PM）は、パキスタン海軍が整備する海戦および遠征戦を実施することを目的とした海兵隊組織で、パキスタン海軍の現役将兵で構成される。パキスタン海兵隊は海洋からの戦力投射を任務とし、即応性の高い諸兵科連合任務部隊を揚陸させるためパキスタン海軍の機動能力に依存している。1990年に編成され、海軍の現役将兵から約2,000人の要員がいると推定され、2015年までに旅団級に増強される計画である。パキスタン海兵隊は海軍戦略戦力軍（en:Naval Strategic Forces Command (Pakistan)）の指揮下に置かれている。
パキスタン軍の指揮系統上、海兵隊はパキスタン海軍の構成部隊として編制されており、訓練のため海軍と密接に運用され、遠征作戦と兵站活動を実施する。パキスタン海兵隊は独立軍種ではなくパキスタン海軍の一部である。パキスタン海兵隊は原型は1971年6月1日に編成された水陸両用大隊で、東パキスタン（現在のバングラデシュ）で河川作戦を遂行する海軍歩兵として確立された。しかし、作戦遂行能力は低く、1971年に勃発した第三次印パ戦争後の1973年に組織再編の結果、一旦解隊される。1990年、オバイドゥッラー海軍中佐（Commander Obaidullah）により海軍の一部として再編成され、パキスタン海軍の一翼を担うことになる。
パキスタン海兵隊はアメリカ海兵隊やイギリス海兵隊に類似した特殊作戦部隊として存在している。パキスタン海兵隊の訓練は海兵隊訓練学校で実施されるが、時折アメリカ海兵隊との共同訓練も行われる。海兵隊は海軍と密接な関係にあり階級制度は海軍と同一であるが、軍規と訓練はパキスタン陸軍と同じである。2010年のパキスタン洪水（en:2010 Pakistan floods）は過去80年最悪の国家規模での氾濫であり、水没した地域で孤立する被災民救出のため海兵隊は陸海空軍による調整の下で、24時間態勢での救助活動に投入されている。

## 歴史

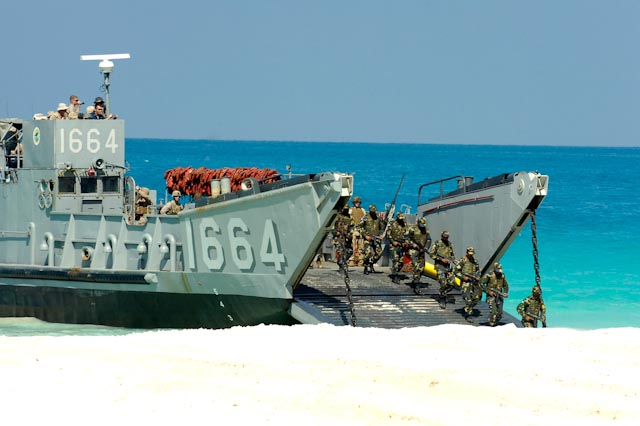
パキスタン海兵隊

パキスタン海兵隊の前身は1971年にまで遡り、当時東パキスタン海軍司令官であったムハンマド・シャリフ海軍少将（Mohammad Shariff）の指揮下部隊として、海兵大隊と水陸両用航空団が編成され一体運用のもとで管内の河川作戦の支援にあたった。東パキスタン領内は全域が平野部で覆われており、パキスタン陸軍は機械化が遅れており効果的な作戦は困難であったが、陸海空統合による戦場としては理想的な環境であった。インド軍の狙いと目的は東パキスタン、特にチッタゴンとクルナの重要な地域の占領であった。この2つの地域に狙いをつけたインド軍は臨時政府（バングラデシュ人民共和国臨時政府）の設立を企図しており、東パキスタン全域の占領まで想定していなかった。東パキスタン海軍は河川作戦の実行が可能であったが、兵力は4隻の哨戒艇と約2ダースの徴用簡易哨戒船舶だけであった。しかし、特に上空援護が期待できない状況下では遠海に展開中であったインド海軍に対抗できなかった。一方で、海兵隊は国軍首脳部をして呆れる結果に終わり、ズルフィカール・アリー・ブットー政府はハンムードゥル・ラーマン委員会（Hamoodur Rahman）作成の白書を採用し、1974年に海兵隊は解隊された。
1990年4月14日、海軍参謀総長であったヤスタル＝ウル＝ハク・マリック海軍大将（Yastur-ul-Haq Malick）によって海兵隊は再建される。当初の目的は海軍施設の防護および海軍の機動力を活用しての民生支援の提供にあった。直ちに、海軍憲兵隊から要員が抽出され2個大隊が編成された。初代司令官にはオバイドゥッラー海軍中佐（M. Obaidullah）が着任した。当時の海兵隊司令部はフォート・カシムに置かれ、もしくはヒマラヤズ海軍基地（PNS Himalayas）の作戦統制下におかれた。第一弾として1990年11月25日、カシム海軍基地に訓練を依頼し仮設補充隊（DCU）が編成される。補充隊の要員は80人の士官と一般職種水兵67人および43人の海兵隊で構成された。部隊編成以来、海兵隊は最大級の積極性と献身を持って与えられた任務を遂行した。
最初の戦闘割り当ての一部として、海兵隊は最初の10年間で印パ国境地帯のサー・クリーク（en:Sir Creek）地域に配備された。東西国境上の脅威は増大しており即時の軍事的対応は正当化された。脅威の性質と量の想定に基づき、パキスタン海軍はサー・クリーク地域に相当量の戦力の配備を提案した。後任のシャヒード・カリムッラー海軍少将（Shahid Karimullah）は精力的に新編大隊と段階的発展計画を追求した。以後、新編された河川大隊は指定地域を担任区として配備される。

## パキスタン海兵隊司令部
カシム海軍基地（en:PNS Qasim）はパキスタン海兵隊の本拠地である。カシム海軍基地は海兵隊の全般管理と兵站に対して責任を負っている。。
- 海兵隊のための兵站基地業務。
- 海兵隊の全運用準備。
- 指定された河川地域の防衛活動。
- 国家的重要機密プロジェクトの警備範囲に対する能力の提供。
- 民生支援と災害救助活動。
- 海軍部隊およびカラチ原子力発電所に対するミストラ地対空ミサイルと防空気球の配備による防空援護能力の提供。
- 海兵隊員に対する基礎および中級課程の実施。
- 海軍および他の軍機関に供される指定された訓練課程の調整とその維持。
- 海兵隊の監督と人事管理。
- 儀礼式典の義務。

## 編制

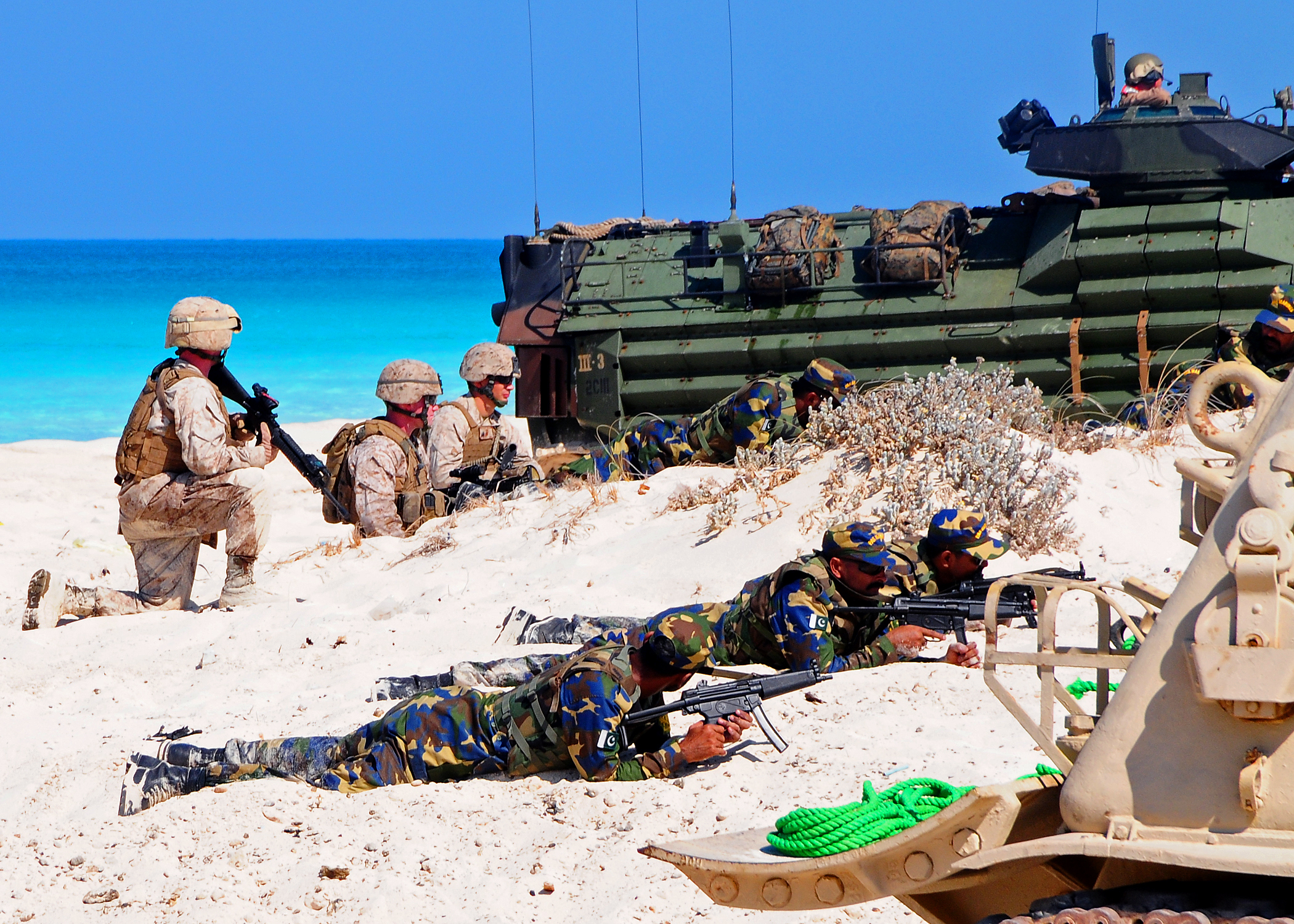
パキスタン海兵隊と訓練を行う米軍兵士

海軍参謀総長は海兵隊司令官を兼任し、沿岸区域司令官（COMCOAST）は海兵隊の運用や情報局の機能について海軍参謀総長に直接報告する。海兵隊訓練センター（MTC）は海兵隊員に対する基礎訓練を施すために1990年に設立され、各種の基礎および事前段階課程の実施を用意にするための現代的訓練補助施設を備えている。かつて、海兵隊員は水上戦と陸戦を担任する海軍歩兵として訓練されていた。海兵隊員は非武装による格闘、閉所戦闘、警備任務、水泳、個人運用小火器および歩兵戦術を体得している。
パキスタン海兵隊士官学校（PMA）は4年制の士官養成機関として機能し、一方のパキスタン海軍兵学校（PNA）は国軍の軍規や戦略および海戦技術の教育を海軍士官候補生を対象とするも、海兵隊員もこの分野については同校にて一緒に教育がなされる。現段階では海兵隊員の基礎および中級の教育訓練は定期的に海兵隊員訓練課程として、海軍での各種の既存教育訓練課程とは別系統として確立されており、海軍下士官や海軍兵卒を対象とする他、民間団体や外国人留学生も受け入れ海兵隊訓練センターにて教育訓練を実施している。基礎教育訓練課程を修了した海兵隊員は、パキスタン陸軍部隊と共に訓練を受けるべくパキスタン陸軍士官学校（PMA）に送られる。陸軍士官学校での教育訓練課程を修了したのち、海兵隊員は直ちに陸軍支援専門武器システム学校に入校し専門的武器の運用法を含む各種武器の操法を学ぶ。これは地対空ミサイル・システムや一般武器の運用法および特殊警備課程を受講し沿海域にある海軍基地の警備に役立てられる。海兵隊の制服は運用上の展開する環境では迷彩服を、国際的な公開式典では海軍通常礼装を着用する。
- パキスタン海兵隊士官学校（PMA）
- 海兵隊訓練センター（MTC）
- 海兵大隊
- 河川大隊

## 階級
パキスタン海兵隊の階級制度については士官および下士官の階級構造と同じであるも、四つ星将官である海軍大将は設定されておらず、その代わりに海兵隊司令官を兼務する海軍参謀総長が居る。また、全海兵隊部隊は沿岸区域司令官（COMCOAST）に直属にあり、海兵隊参謀総長には三つ星将官である海軍中将が指定され、海兵隊幕僚を通じて指導・監督する。
| 士官                     |                            |  |      |
| 海軍少将                 | Rear-Admiral               |  | OF-8 |
| 海軍准将                 | Commodore                  |  | OF-7 |
| 海軍大佐                 | Captain                    |  | OF-6 |
| 海軍中佐                 | Commander                  |  | OF-5 |
| 海軍少佐                 | Lieutenant-Commander       |  | OF-4 |
| 海軍大尉                 | Lieutenant                 |  | OF-3 |
| 海軍中尉                 | Sub-Lieutenant             |  | OF-2 |
| 海軍士官候補生           | Midshipman                 |  | OF-1 |
| 准士官および下士官、兵卒 |                            |  |      |
| 海軍先任特務士官         | Master Chief Petty Officer |  | OR-9 |
| 海軍艦隊特務士官         | Fleet Chief Petty Officer  |  | OR-8 |
| 海軍兵曹長               | Chief Petty Officer        |  | OR-7 |
| 海軍兵曹                 | Petty Officer              |  | OR-6 |
| 海軍上等兵               | Leading Rate               |  | OR-4 |
| 海軍一等兵               | Able Seaman Tech-I         |  | OR-2 |
| 海軍二等兵               | Ordinary Rate Tech-II      |  | OR-1 |